# Sympistis tenuifascia
Sympistis tenuifascia là một loài bướm đêm thuộc họ Noctuidae. Nó được tìm thấy ở Canada, near the treeline.
The wingspan ranges from 22–26 mm.